# Verfassungsreferendum in Kirgisistan 2010
Das Verfassungsreferendum in Kirgisistan fand am 27. Juni 2010 statt. Die Kirgisen stimmten über eine Verfassungsänderung ab, in der das bisherige Präsidialsystem in eine parlamentarische Republik umgewandelt werden sollte.

## Ausgangslage
Das Referendum wurde angesetzt, nachdem im April 2010 der bisherige Präsident Kurmanbek Bakijew gestürzt wurde und eine Übergangsregierung unter Rosa Otunbajewa die Macht übernahm. Der Entwurf lag seit dem 25. April zur Diskussion auf und wurde allgemein als ein Test für die Legitimierung der Übergangsregierung gesehen, die auch ihr eigenes Schicksal mit dem Ausgang verknüpfte. Die Durchführung der Abstimmung war im Vorfeld in Zweifel gezogen worden, da die Wochen davor von schweren Unruhen zwischen Kirgisen und Usbeken überschattet waren. Dem Referendum folgte die erste Parlamentswahl am 10. Oktober 2010.

## Inhalt
Der Vorschlag für die neue Verfassung wurde nach deutschem Vorbild gestaltet. Kirgisistan sollte damit der erste zentralasiatische Staat mit einer parlamentarischen Demokratie werden. Außerdem sollte mit dem Gesetz zur Einführung der neuen Verfassung  die Bestätigung der Übergangsregierung unter der Präsidentin Rosa Otunbajewa erfolgen. Es gab lediglich die Möglichkeit für ja oder nein zu stimmen.

## Ergebnisse
Laut den ersten Analysen der offiziellen Wahlkommission am 28. Juni stimmten 90,7 Prozent der Abstimmungsteilnehmer für eine Verfassungsänderung und 7,96 Prozent dagegen. Das offizielle Endergebnis sollte spätestens zwei Wochen nach dem Wahltermin verlautbart werden. Die Wahlbeteiligung lag bei knapp 70 Prozent der etwas weniger als zwei Millionen Wahlberechtigten.
Internationale Beobachter der OSZE sprachen von einer freien Abstimmung trotz der schwierigen Bedingungen wegen der vorausgegangenen Unruhen. Die kirgisische Regierung betonte, dass sich auch viele Usbeken an der Wahl beteiligten.

## Reaktionen
Der russische Präsident Dmitri Medwedew bezweifelte den Erfolg der Verfassungsreform und die Fähigkeit Kirgisistans, sich zu einer parlamentarischen Demokratie wandeln zu können.